# Lepus timidus
La liebre de montaña (Lepus timidus), también conocida como liebre variable y liebre irlandesa, es una liebre que se ha adaptado a los ecosistemas polares y montañosos. Habita la zona comprendida entre Fenoscandia y el este de Siberia; además existen poblaciones aisladas en los Alpes, en Irlanda, Polonia, el Reino Unido y Hokkaidō. Fue introducida por los humanos en Shetland y en las islas Feroe.
En verano, en todas las poblaciones de liebres de montaña, el pelaje pasa a presentar distintos tonos amarronados. Para prepararse para el invierno muchos individuos cambian su pelaje volviéndolo blanco (o mayormente blanco). La subespecie liebre de montaña irlandesa (Lepus timidus hibernicus) permanece marrón todo el año y sus individuos raramente cambian su pelaje para volverlo blanco. La subespecie irlandesa también puede tener la cola de un tono oscuro o gris, mientras que en las liebres comunes es blanca. El color de la cola combinado con su gran tamaño (en comparación con la mayor parte de las otras poblaciones de liebres de montaña) y las variedades de marrón que puede presentar la versión irlandesa puede llevar a quien las observe a confundir la liebre de montaña con la liebre marrón (Lepus europaeus).
Los estudios han demostrado que la dieta de las liebres de montaña varía según la región. Parece depender del hábitat particular en que vive la especie analizada. Por ejemplo, al norte de Escandinavia, en donde la nieve cubre todo durante varios meses, las liebres consumen ramas caídas de los árboles. En los lugares más cálidos, como en Irlanda, el pasto puede ser uno de los principales alimentos. Al poder elegir, las liebres parecen preferir el pasto, principalmente en Escocia e Irlanda. 
Al norte de Finlandia y de Suecia, esta liebre y la europea compiten por el aprovechamiento del hábitat. La europea, por ser más grande, suele expulsar a la liebre de montaña pero está menos adaptada a los climas fríos: sus patas son de menor tamaño y su pelaje invernal es un camuflaje muy bueno en las regiones costeras de Finlandia donde la nieve cubre la costa por un corto período. 
La liebre del Ártico (Lepus arcticus) solía ser considerada como una subespecie de la liebre de montaña, pero actualmente se las considera como dos especies separadas. Algunos científicos también piensan que la liebre irlandesa podría considerarse como otra especie independiente.